# Abe Silverstein
Pour les articles homonymes, voir Silverstein (homonymie).
Abraham Silverstein, dit Abe Silverstein (15 septembre 1908 à Terre Haute (Indiana) – 1er juin 2001 à Fairview (Ohio)) est un ingénieur américain qui a joué un rôle important dans le programme spatial de la NASA. En tant que responsable au NACA puis à la NASA, il a eu un rôle décisif dans la réussite des programmes Apollo, Ranger, Mariner, Surveyor et Voyager.
Il commence sa vie professionnelle comme aérodynamicien au laboratoire aéronautique de Langley du NACA et y travaille à la conception de la soufflerie Altitude implantée à Cleveland Ohio au Glenn Research Center (à l'époque Lewis Research Center). À Langley, il dirige d'importantes recherches dans le domaine de l'aérodynamique qui vont permettre d'accroitre les performances à vitesse élevée des avions de combat de la Seconde Guerre mondiale. En 1943, il devient responsable de la division Vol et Soufflerie de Lewis. En 1944, il rejoint le groupe High Speed du NACA et se fait l'avocat des souffleries supersoniques. En 1949, Silverstein devient responsable de l'ensemble des projets de recherche menés à Lewis. Ceux-ci contribuent à améliorer les premiers turboréacteurs et à défricher le domaine des statoréacteurs de grande taille.
Il contribue à créer et coordonner les efforts autour du programme Mercury premier projet de vol habité de la NASA et à définir les caractéristiques techniques du programme Apollo ; il préside en particulier une commission gouvernementale, le Saturn Vehicle Evaluation Committee (plus connu sous le nom de comité Silverstein). En tant que responsable du centre de Lewis, il supervise la croissance importante du centre et le développement de l'étage Centaur.
En 1970, il quitte la NASA et prend un poste de responsabilité dans la société Republic Steel Corporation. En 1997, Abe Silverstein reçoit la prestigieuse médaille Guggenheim pour ses contributions significatives aux progrès de l'aéronautique.